# دوشان ولاهوویچ
دوشان ولاهوویچ (سیریلیک صربی: Душан Влаховић; زاده ۵ ژانویه ۲۰۰۰) بازیکن فوتبال اهل صربستان است که برای باشگاه یوونتوس بازی می‌کند.

## عملکرد باشگاهی

### فیورنتینا
در ژوئن ۲۰۱۷، ولاهوویچ یک قرارداد اولیه پنج ساله با فیورنتینا امضا کرد. که در هجدهمین سالگرد تولد او، ۲۸ ژانویه ۲۰۱۸ رسمی شد. ولاهوویچ در ۲۲ فوریه ۲۰۱۸ توسط فیورنتینا به‌طور رسمی خریداری شد، پیراهن شماره ۱۸ را انتخاب کرد. به به دلیل هنجارهای اداری، او تا ۱ ژوئیه ۲۰۱۸ برای بازی در دسترس نبود.
در ۲۵ سپتامبر ۲۰۱۸، ولاهوویچ اولین بازی خود را برای فیورنتینا، در سری آ، در شکست ۲–۱ مقابل اینتر میلان انجام داد. در ۱۸ اوت ۲۰۱۹، ولاهوویچ اولین گلهای خود را با فیورنتینا به ثمر رساند، و در پیروزی ۳–۱ تیمش مقابل باشگاه فوتبال مونزا در دور سوم کوپا ایتالیا ۲۰۲۰–۲۰۱۹
در ۱۳ مارس، ولاهوویچ در پیروزی ۴–۱ خارج از خانه مقابل باشگاه فوتبال بنونتو، اولین هت تریک دوران حرفه‌ای خود را انجام داد.

### یوونتوس
دوشان ولاهویچ در ۲۹ ژانویه با عقد قردادی به ارزش ۸۰ میلیون یورو با دستمزد سالانه ۷ میلیون یورو به یوونتوس پیوست.

## آمار باشگاهی
تا تاریخ ۱۸ فوریه  ۲۰۲۴
| باشگاه          | فصل             | لیگ             | لیگ  | لیگ | جام حذفی | جام حذفی | قاره‌ای | قاره‌ای | دیگر | دیگر | مجموع | مجموع |
| باشگاه          | فصل             | دسته            | بازی | گل  | بازی     | گل       | بازی   | گل     | بازی | گل   | بازی  | گل    |
| --------------- | --------------- | --------------- | ---- | --- | -------- | -------- | ------ | ------ | ---- | ---- | ----- | ----- |
| پارتیزان        | ۲۰۱۵–۱۶         | سوپر صربستان    | ۱۴   | ۱   | ۴        | ۲        | –      | –      | –    | –    | ۱۸    | ۳     |
| پارتیزان        | ۲۰۱۶–۱۷         | سوپر صربستان    | ۷    | ۰   | ۱        | ۰        | ۱      | ۰      | –    | –    | ۹     | ۰     |
| پارتیزان        | ۲۰۱۷–۱۸         | سوپر صربستان    | ۰    | ۰   | ۰        | ۰        | ۰      | ۰      | –    | –    | ۰     | ۰     |
| مجموع پارتیزان  | مجموع پارتیزان  | مجموع پارتیزان  | ۲۱   | ۱   | ۵        | ۲        | ۱      | ۰      | –    | –    | ۲۷    | ۳     |
| فیورنتینا       | ۲۰۱۸–۱۹         | سری آ           | ۱۰   | ۰   | ۰        | ۰        | –      | –      | –    | –    | ۱۰    | ۰     |
| فیورنتینا       | ۲۰۱۹–۲۰         | سری آ           | ۳۰   | ۶   | ۴        | ۲        | –      | –      | –    | –    | ۳۴    | ۸     |
| فیورنتینا       | ۲۰۲۰–۲۱         | سری آ           | ۳۷   | ۲۱  | ۳        | ۰        | –      | –      | –    | –    | ۴۰    | ۲۱    |
| فیورنتینا       | ۲۰۲۱–۲۲         | سری آ           | ۲۱   | ۱۷  | ۳        | ۳        | –      | –      | –    | –    | ۲۴    | ۲۰    |
| مجموع فیورنتینا | مجموع فیورنتینا | مجموع فیورنتینا | ۹۸   | ۴۴  | ۱۰       | ۵        | –      | –      | –    | –    | ۱۰۸   | ۴۹    |
| یوونتوس         | ۲۰۲۱–۲۲         | سری آ           | ۱۵   | ۷   | ۴        | ۱        | ۲      | ۱      | –    | –    | ۲۱    | ۹     |
| یوونتوس         | ۲۰۲۲–۲۳         | سری آ           | ۲۷   | ۱۰  | ۲        | ۰        | ۱۳     | ۴      | –    | –    | ۴۲    | ۱۴    |
| یوونتوس         | ۲۰۲۳–۲۴         | سری آ           | ۲۲   | ۱۲  | ۲        | ۰        | –      | –      | –    | –    | ۲۴    | ۱۲    |
| مجموع یوونتوس   | مجموع یوونتوس   | مجموع یوونتوس   | ۶۴   | ۲۹  | ۸        | ۱        | ۱۵     | ۵      | –    | –    | ۸۷    | ۳۵    |
| مجموع آمار      | مجموع آمار      | مجموع آمار      | ۱۸۱  | ۷۳  | ۲۳       | ۸        | ۱۶     | ۵      | –    | –    | ۲۲۰   | ۸۶    |

## افتخارات

### باشگاهی
پارتیزان
- سوپر لیگ فوتبال صربستان (۱): ۱۷–۲۰۱۶
- جام حذفی فوتبال صربستان (۲): ۱۶–۲۰۱۵، ۱۷–۲۰۱۶

فیورنتینا
- کوپا ایتالیا پریماورا (۱): ۱۹–۲۰۱۸

یوونتوس
- کوپا ایتالیا (۱): ۲۴–۲۰۲۳

### شخصی
- بهترین بازیکن جوان سری آ(۱): ۲۱–۲۰۲۰
- تیم منتخب سری آ(۱): ۲۲–۲۰۲۱

## آمار ملی

### بازی‌های ملی
تا تاریخ ۱۹ نوامبر ۲۰۲۳
| صربستان | صربستان | صربستان | صربستان |
| سال     | بازی    | گل      | پاس گل  |
| ------- | ------- | ------- | ------- |
| ۲۰۲۰    | ۴       | ۱       | ۱       |
| ۲۰۲۱    | ۱۰      | ۶       | ۲       |
| ۲۰۲۲    | ۵       | ۳       | ۳       |
| ۲۰۲۳    | ۶       | ۳       | ۰       |
| مجموع   | ۲۵      | ۱۳      | ۶       |

### گل‌های ملی
| شماره | تاریخ           | میزبان     | بازی ملی | حریف       | نتیجه | رقابت                         |
| ----- | --------------- | ---------- | -------- | ---------- | ----- | ----------------------------- |
| ۱     | ۱۸ نوامبر ۲۰۲۰  | بلگراد     | ۴        | روسیه      | ۵–۰   | لیگ ملت‌های اروپا ۲۱–۲۰۲۰      |
| ۲     | ۲۴ مارس ۲۰۲۱    | بلگراد     | ۵        | ایرلند     | ۳–۲   | مقدماتی جام جهانی ۲۰۲۲        |
| ۳     | ۱ سپتامبر ۲۰۲۱  | دبرتسن     | ۸        | قطر        | ۴–۰   | دوستانه                       |
| ۴     | ۹ اکتبر ۲۰۲۱    | لوکزامبورگ | ۱۱       | لوکزامبورگ | ۱–۰   | مقدماتی جام جهانی ۲۰۲۲        |
| ۵     | ۱۲ اکتبر ۲۰۲۱   | بلگراد     | ۱۲       | آذربایجان  | ۳–۱   | مقدماتی جام جهانی ۲۰۲۲        |
| ۶     | ۱۲ اکتبر ۲۰۲۱   | بلگراد     | ۱۲       | آذربایجان  | ۳–۱   | مقدماتی جام جهانی ۲۰۲۲        |
| ۷     | ۱۱ نوامبر ۲۰۲۱  | بلگراد     | ۱۳       | قطر        | ۳–۰   | دوستانه                       |
| ۸     | ۲۷ سپتامبر ۲۰۲۲ | اسلو       | ۱۶       | نروژ       | ۲–۰   | لیگ ملت‌های اروپا ۲۳–۲۰۲۲      |
| ۹     | ۱۸ نوامبر ۲۰۲۲  | منامه      | ۱۷       | بحرین      | ۵–۱   | دوستانه                       |
| ۱۰    | ۲ دسامبر ۲۰۲۲   | دوحه       | ۱۹       | سوئیس      | ۲–۳   | جام جهانی ۲۰۲۲ قطر            |
| ۱۱    | ۲۴ مارس ۲۰۲۳    | بلگراد     | ۲۰       | لیتوانی    | ۲–۰   | مقدماتی جام ملت‌های اروپا ۲۰۲۴ |
| ۱۲    | ۲۷ مارس ۲۰۲۳    | پودگوریتسا | ۲۱       | مونته‌نگرو  | ۲–۰   | مقدماتی جام ملت‌های اروپا ۲۰۲۴ |
| ۱۳    | ۲۷ مارس ۲۰۲۳    | پودگوریتسا | ۲۱       | مونته‌نگرو  | ۲–۰   | مقدماتی جام ملت‌های اروپا ۲۰۲۴ |

## عملکرد ملی
ولاهوویچ در تیم‌های ملی زیر ۱۵ سال صربستان، زیر ۱۶ سال صربستان، زیر ۱۹ سال صربستان، زیر ۲۱ سال صربستان بازی کرده‌است.
او اولین بازی ملی خودش رو در تاریخ ۱۱ اکتبر ۲۰۲۰ در مسابقات لیگ ملت‌های اروپا ۲۱–۲۰۲۰ برابر تیم ملی فوتبال مجارستان انجام داد.
ولاهوویچ اولین گل ملی خود را در تاریخ ۱۸ نوامبر ۲۰۲۰ برابر تیم ملی فوتبال روسیه در چهار چوپ مسابقات لیگ ملت‌های اروپا ۲۱–۲۰۲۰ زد.